# Ronald France
 (décembre 2023).
Si vous disposez d'ouvrages ou d'articles de référence ou si vous connaissez des sites web de qualité traitant du thème abordé ici, merci de compléter l'article en donnant les références utiles à sa vérifiabilité et en les liant à la section « Notes et références ».
Pour les articles homonymes, voir France (homonymie).
Ronald France est un acteur québécois né le 20 mai 1936 et mort le 17 juin 2011. Son vrai nom est Ronald France Archambeault.

## Biographie
Ronald France Archambeault a commencé sa carrière dans les années 1950 auprès de Paul Buissonneau et des artistes de La Roulotte, un camion transformé en caravane-théâtre qui visitait les parcs de Montréal.
À la télévision, il a fait des apparitions dans les émissions jeunesse La Boîte à surprises, Nic et Pic et Bidule de Tarmacadam. Au théâtre, on a pu le voir notamment dans Le Songe d'une nuit d'été en 1965, La Mégère apprivoisée en 1966, la reprise de La Tour Eiffel qui tue en 1976 et Biedermann et les incendiaires de Max Frisch en 1979.
Ronald France aura surtout laissé sa marque dans le domaine de la postsynchronisation. Au fil des ans, il a doublé des dizaines de dessins animés, d’émissions jeunesse, mais également de grandes productions hollywoodiennes, selon le site internet doublage.qc.ca. Reconnu pour sa voix unique et son élocution parfaite, il a travaillé de nombreuses années à prêter sa voix pour différentes productions. Cruciverbiste aguerri, il était apprécié de tous, et était reconnu pour son travail impeccable.
Il a notamment prêté sa voix au personnage du Pingouin dans Le Retour de Batman (incarné par Danny DeVito), à celui du capitaine Jean-Luc Picard (Patrick Stewart) dans les deux premiers films de la série Star Trek : La Nouvelle Génération (Générations et Premier Contact), à Mouche (Bob Hoskins) dans Capitaine Crochet et à six films de Harrison Ford avant que Mario Desmarais lui succède.
Il meurt des suites d'une longue maladie à son domicile, de Westmount, âgé de 75 ans, le 17 juin 2011.

## Filmographie
- 1959 : Ouragan (série TV) : Flèche d'argent
- 1963 : Amanita Pestilens (en) : Neighbour
- 1964 : Trouble-fête de Pierre Patry : le père Bonhomme
- 1964 : Monsieur Lecoq (série TV) : Directeur du dépôt
- 1965 : La Corde au cou : Gaugstein Sr.
- 1969 : Bidule de Tarmacadam (série jeunesse) : Bidule
- 1969 : Amour, délices et cie (série TV)
- 1969 : Quelle famille! (série TV) : Marcel
- 1970 : Les Berger (série TV) : Dr Gélin
- 1971 : Nic et Pic (série jeunesse)
- 1971 : La Feuille d'érable (série TV) : Agonna
- 1974 : La Petite Patrie (série TV) : Professeur Desgranges
- 1975 : Avec le temps (série TV) : Rock Maninoff
- 1976 : Grand-Papa (série TV) : Robert Lamontagne
- 1977 : Un si beau p'tit gars (télé-théâtre)
- 1978 : Terre humaine (téléroman) : Dr Turgeon
- 1978 : Race de monde (téléroman) : François Jobin
- 1980 : Frédéric (série TV) : L'huissier
- 1983 : La Vie promise (série TV)
- 1984 : Les Années de rêves : Aurele
- 1985 : L'agent fait le bonheur (série TV) : Me Mathieu de la Rochelle
- 1987 : Laurier (feuilleton TV) : Dr Poisson
- 1989 : Tandem (téléroman) : Pierre Brosseau

## Doublage

### Cinéma
- 1977 : La Castagne (Slap Shot) : Jim Carr (Voix de Andrew Duncan)
- 1981 : Problèmes Modernes (en) : Brian Stills (Voix de Brian Doyle-Murray)
- 1982 : Chez Porky : Shérif Wallace (Voix de Alex Karras)
- 1982 : Blade Runner : Rick Deckard (Voix de Harrison Ford)
- 1987 : L'Arme fatale : Général Peter McAllister (Voix de Mitch Ryan)
- 1987 : L'InterEspace : Victor Scrimshaw (Voix de Kevin McCarthy)
- 1987 : Toquée : Arthur Kirk (Voix de Karl Malden)
- 1988 : Cocktail de Roger Donaldson : Oncle Pat (Voix de Ron Dean (en))
- 1988 : Qui veut la peau de Roger Rabbit : Eddie Valiant
- 1988 : Oliver et Compagnie : Fagin
- 1989 : La Petite Sirène de John Musker et Ron Clements : Sébastien
- 1989 : Tous les chiens vont au paradis : Charlie
- 1990 : Dick Tracy : Big Boy Caprice (Voix de Al Pacino)
- 1993 : Robin des Bois: Héros en collants : Don Giovanni
- 1994 : Star Trek : Générations : Capitaine Jean-Luc Picard (Voix de Patrick Stewart)
- 1995 : Pocahontas : Gouverneur Radcliffe
- 1995 : La Planche du Diable : Francis (Voix de Cedric Smith)
- 1996 : Le Rocher de Michael Bay : le capitaine John Patrick Mason (Voix de Sean Connery)
- 1996 : Le Bossu de Notre-Dame : Juge Claude Frollo
- 1996 : Star Trek : Premier Contact : Capitaine Jean-Luc Picard (Voix de Patrick Stewart)
- 1997 : Complot Mortel : Dr Jonas (Voix de Patrick Stewart)
- 1997 : Anastasia : Vladimir
- 1998 : Air Force One : Président James Marshall (Voix de Harrison Ford)
- 1998 : Six Jours, Sept Nuits : Quinn Harris (Voix de Harrison Ford)
- 1999 : Star Wars, épisode I : La Menace fantôme : Yoda

### Télévision
- 1967 : L'Araignée : Peter Parker/Spider-Man (première voix) (1967-1968)
- 1981 : Les Champions (Bobine 2, 2e partie) : Narrateur
- 1981 : Les Champions (Bobine 2, 1re partie) : Narrateur
- 1981 : Les Champions (Bobine 1, 2e partie) : Narrateur
- 1981 : Les Champions (Bobine 1, 1re partie) : Narrateur
- 1983 : The Deadly Game of Nations
- 1985 : Tony de Peltrie : Voices
- 1985 - 1990 : Les Amis ratons : Cyril Rictus
- 1991 : Shadows of the Past : Inspector Grenier
- 1992-1997 : Les Simpson : Sideshow Bob (saison 3 a 8)

## Source biographique
- Francis Bolduc, Bidule n'est plus, Échos Vedette, 2 au 8 juillet 2011, page 6. Survol biographique avec deux photographies.